# Vin românesc

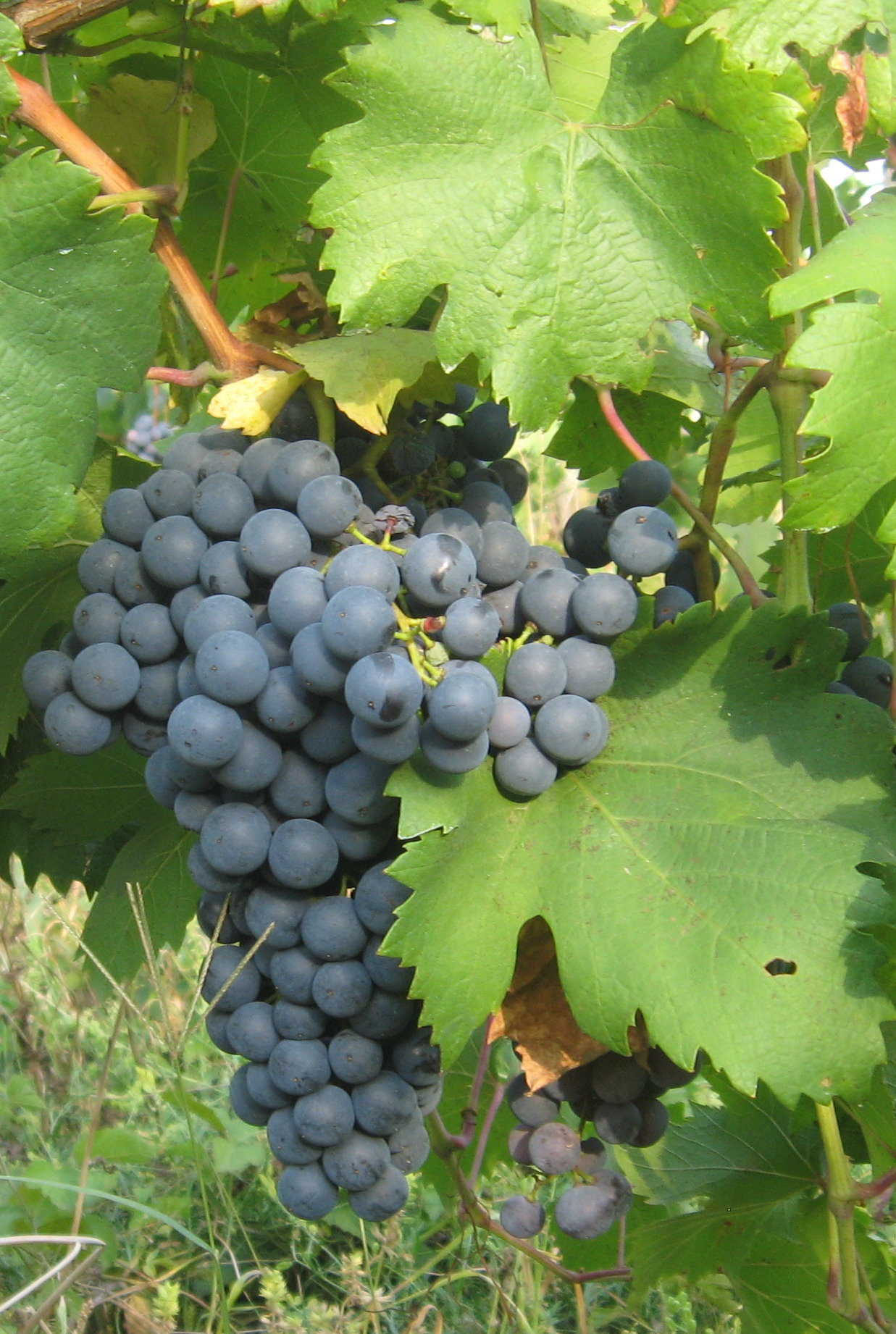
Strugure de Băbească Neagră.

România este unul dintre cei mai mari producători de vinuri din lume, cu o producție (în 2003) de aproximativ 545.700 de tone de vin. În ultimii ani, România a atras mulți oameni de afaceri europeni și cumpărători de vin, datorită prețurilor accesibile atât la vița de vie cât și la vinuri, comparativ cu alte vinuri produse de națiuni cum ar fi Franța, Germania sau Italia.

## Istorie
Vinul a fost introdus pentru prima dată acum 3000 de ani în Dacia (România de astăzi) de către greci, în momentul în care au sosit la Marea Neagră.

## Producția
În perioada 2003 - 2008, suprafața cultivată cu viță-de-vie în România a fost de 180.000 de hectare.
Producția medie utilizabilă de vin în România în aceeași perioadă a fost de 5 milioane hectolitri, ceea ce plasează România pe poziția a șasea în UE, după Franța (producție medie de 51 milioane hectolitri), Italia (48 de milioane hectolitri), Spania (38 de milioane hectolitri), Germania (9 milioane de hectolitri) și Portugalia (7,5 milioane hectolitri).

## Crame
- Alira
- Avincis
- Casa de Vinuri Ștefănești
- Casa Isărescu
- Catleya Corcova
- Corcova Roy Dâmboviceanu
- Cotnari Casa de Vinuri
- Crama Andronic
- Crama Aramic
- Crama Atelier
- Crama Basilescu
- Crama Bauer
- Crama Budureasca
- Crama Carastelec
- Crama Daiconi
- Crama Darie
- Crama Dealul Dorului
- Crama Delta Dunării - La Sapata
- Crama Dobra
- Crama Familiei Hetei
- Crama Fort Silvan
- Crama Frâncu
- Crama Gîrboiu
- Crama Hermeziu
- Crama Jelna
- Crama La Salina
- Crama Nachbil
- Crama Oprișor
- Cramele Recaș
- Crama Rătești
- Crama Rasova
- Crama Tata și Fiul
- Crama Terra Natura
- Crama Thesaurus
- Davino
- Divine Area
- Domeniul Ciumbrud
- Domeniile Clos des Colombes
- Domeniul Coroanei Segarcea
- Domeniile Dealu Mare Urlați
- Domeniile Franco - Române
- Domeniile Sara
- Domeniile Săhăteni - Aurelia Vișinescu
- Domeniile Tohani
- Domeniul Bogdan
- Domeniul Vlădoi
- Elite Wine
- Familia Petru
- Casa Olteanu
- Halewood România
- Jidvei
- LacertA Winery
- Licorna Winehouse
- Liliac
- Negrini
- Ostrovit
- Petro Vaselo
- Pivnițele Birăuaș
- Podgoria Silvania
- Rotenberg
- Senator Wine
- Serve
- Știrbey
- Veritas Panciu
- Via Viticola - Sarica Niculițel
- Villa Vinea
- Viile Metamorfosis
- Vinarte
- Vincon Vrancea
- Vinia
- Wine Princess - Balla Geza

## Podgorii
- Bucium
- Dealul Dorului
- Petro Vaselo
- Terra Natura
- Daiconi
- Cotnari
- Dealu Mare
- Jidvei
- Murfatlar
- Panciu
- Odobești
- Cotești
- Târnave
- Vânju Mare
- Podgoria Corcova
- Vinia
- Veritas Panciu
- Ostrovit
- Drăgășani

## Soiuri
- Vinuri albe: Aromat de Iași; Creață de Banat; Crâmpoșie, Fetească Albă; Fetească Regală; Frâncușă; Galbenă de Odobești; Grasă de Cotnari; Iordana de Târnave; Majarcă Albă; Mustoasă de Măderat; Plăvaie; Șarbă; Tămâioasă Românească; Zghihară.
- Vinuri roșii: Băbească Neagră; Busuioacă de Bohotin; Fetească Neagră; Negru de Drăgășani; Novac.